# シャーロットタウン会議

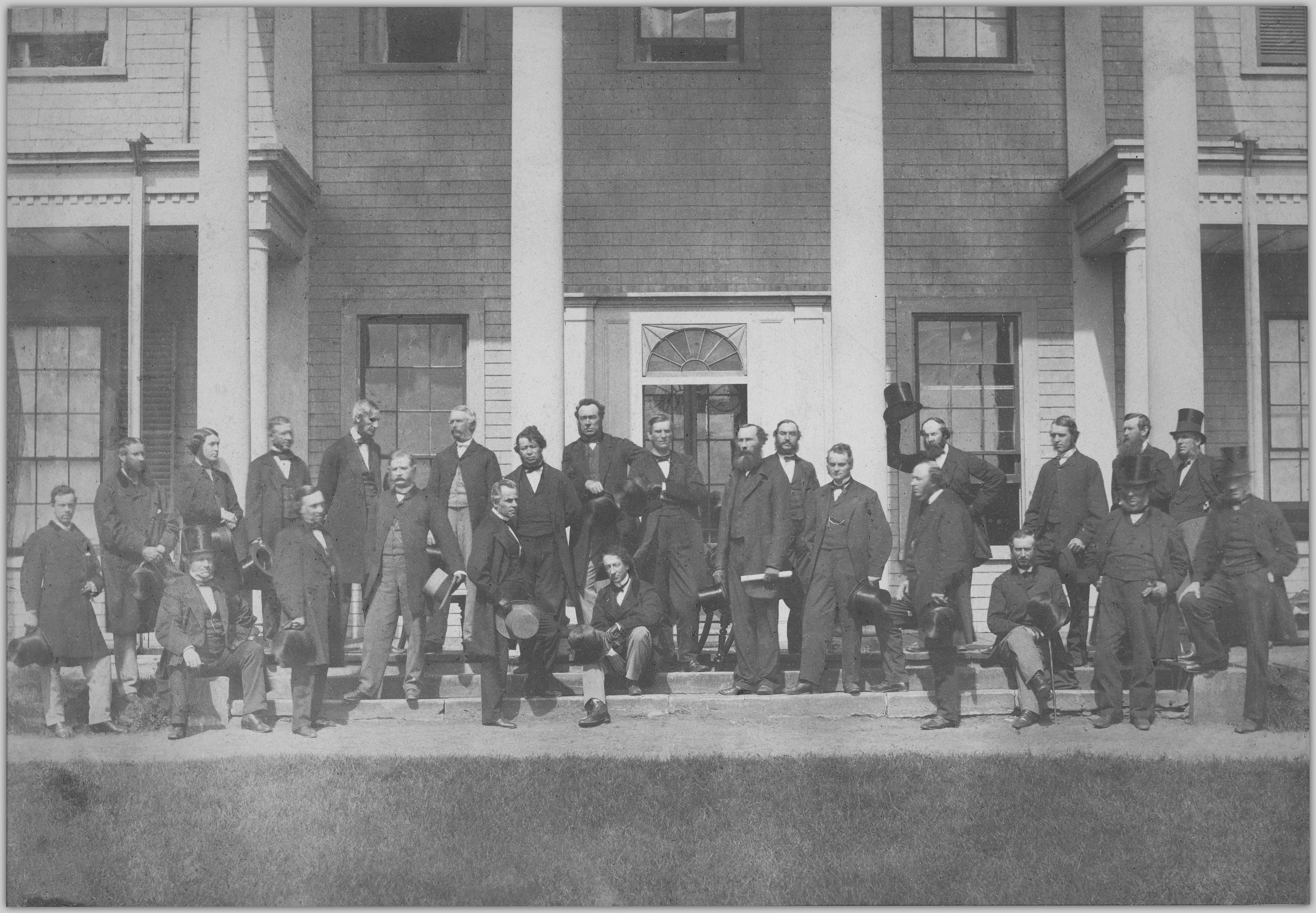
プリンスエドワード島の知事公館前の階段に集まるシャーロットタウン会議出席者たち

シャーロットタウン会議は、プリンスエドワード島のシャーロットタウン（カナダ）で1864年9月1日から9月9日まで開催された会議。英領北アメリカの代表が集まり、カナダの連邦結成（コンフェデレーション）について話し合いが行われた。
当初、会議はノヴァスコシア州とニューブランズウィック州、プリンス・エドワード・アイランド州の沿岸諸州代表者のみで行われる予定であった。ニューファンドランドは同盟への参加に興味がないと考えられており、会議には招待されなかった。イギリスはこれらの州に沿海同盟の結成を促すことで、植民地の英国本国に対する経済的、政治的依存度を低減すると同時に、当時進行中であった南北戦争に対抗するだけの経済力と軍事力を蓄えさせようとしていた。会議開催の予定を聞きつけた連合カナダ（現在のオンタリオ州およびケベック州）は、連合を含むすべての植民地による同盟について討議することを主張した。1864年8月にはニューファンドランドも会議への参加を希望したが間に合わず、連邦への参加は翌月のケベック会議まで待つこととなった。

## 会議

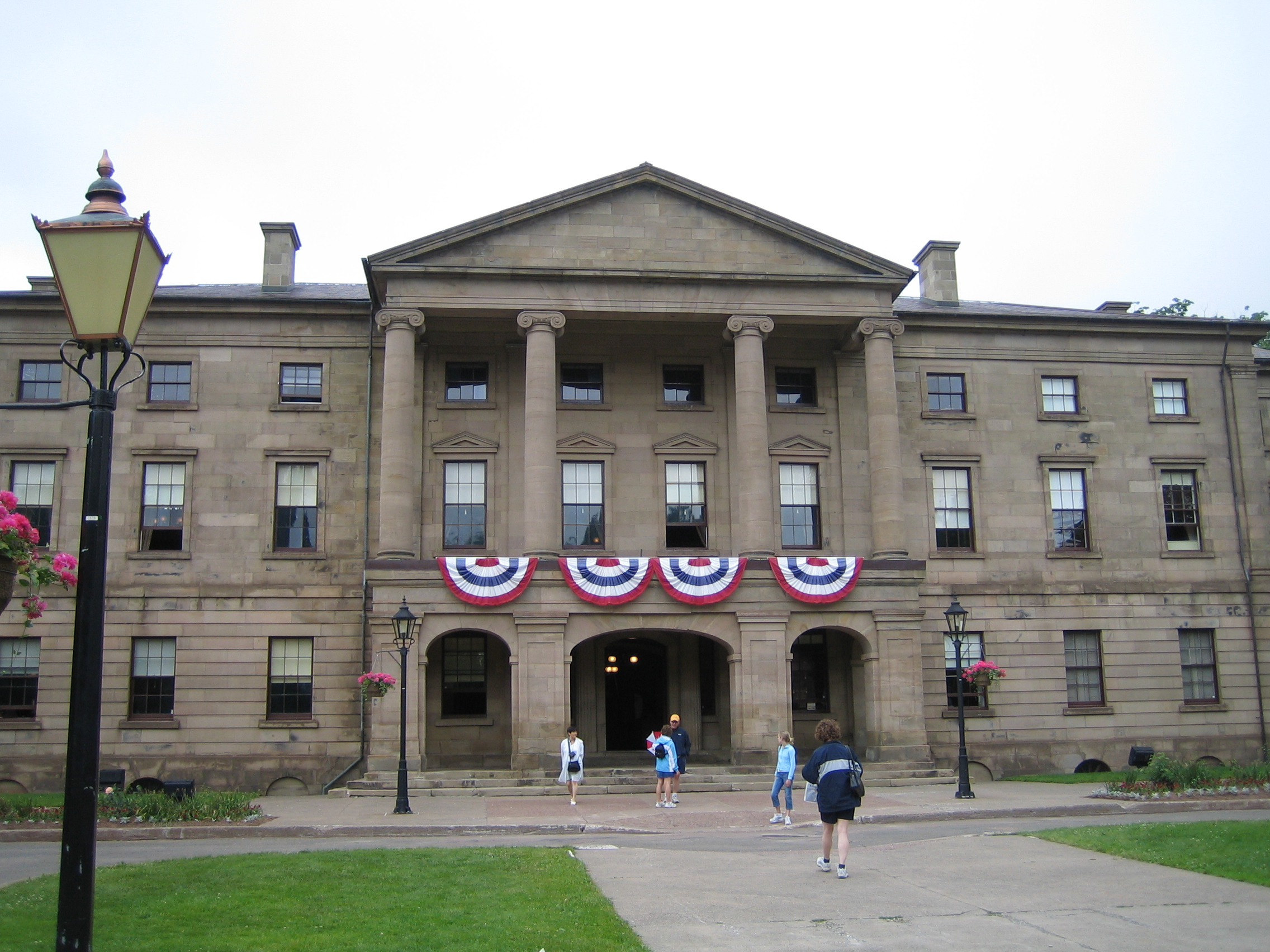
シャーロットタウンの州庁舎

連合カナダの代表を乗せた蒸気船ビクトリア号がシャーロットタウンに到着したとき、町にはちょうどサーカスが来ていた。町の人々のほとんどが会議よりもサーカスに関心を奪われたうえ、グレート・ジョージ通りの先にある町営の埠頭で働く人までもが職場を離れてサーカスを見に行ってしまっていたため、プリンスエドワード島代表のウィリアム・ヘンリー・ポープは自ら小舟を漕いで連合カナダの代表団を出迎えるなど、レセプションのすべてを自分で取り仕切るはめになった。また、町中の宿泊施設のほとんどがサーカス団と沿岸諸州の代表団で埋まってしまっていたため、連合の代表団はビクトリア号に宿泊することになった。
会議は主にシャーロットタウンの役所であった州庁舎で開かれたが、社交的な催しには副総督が住む知事公館も使われた。初会合は9月1日木曜日に開催され、全代表参加の宴会も行われた。9月4日は日曜日で休会日であったが、それ以外の日は日中の会議の後に必ずパーティや宴会が開かれた。会議の開催から最初の（休会日の日曜日を除く）4日間は、連合カナダの代表が会議を支配した。沿岸諸州の心配をよそに、カナダにとって最良の同盟とはどのような形態かということについて、連合の代表団は自らの考えを説明した。沿岸諸州の側からの案が提示されたのは、会議開催からようやく5日目の9月6日になってからであった。連合カナダの代表ジョージ・ブラウンから提示されたカナダ憲法の草案についての討議が2日間にわたって交わされた結果、草案はカナダを大英帝国の一員として残す一方、当時に決着がついていなかったアメリカの南北戦争のような争いの元になりかねない要素を排除した内容であった。
沿岸諸州の代表たちは、連合カナダを加えた広範な同盟関係がより有利であることを確信した。しかも、自分たちの案では同盟結成の期限が明確に設定できなかったのが、連合の案では数年の短期間で実現できそうである。翌月、ケベック市で再会して討議（→ケベック会議）することを代表者たちは互いに約束し、シャーロットタウン会議は9月7日水曜日に閉会となった。代表団は翌日9月8日に開かれた舞踏会後、シャーロットタウンを後にした。